# NGC 488
NGC 488 je spirální galaxie v souhvězdí Ryby. Její zdánlivá jasnost je 10,4m a úhlová velikost 5,4′ × 3,9′. Je vzdálená 105 milionů světelných let, průměr má 150 000 světelných let. Je nejjasnější člen skupiny galaxií LGG 21. Galaxii objevil 13. prosince 1784 William Herschel.

## Skupina galaxií LGG 21
| Galaxie  | Další označení | Vzdálenost / Mly |
| -------- | -------------- | ---------------- |
| NGC 485  | PGC 4921       | 104              |
| NGC 488  | PGC 4946       | 105              |
| NGC 490  | PGC 4973       | 103              |
| PGC 4827 | UGC 871        | 100              |
| PGC 4862 | UGC 882        | 108              |
| PGC 4885 | UGC 888        | 113              |
| PGC 5101 | UGC 942        | 108              |